# مقاطعة سيفير (تينيسي)
مقاطعة سيفير هي مقاطعة في تينيسي، بلغ عدد سكانها 89٬889  نسمة، في 2010، عاصمتها سيفيرفيل، تبلغ مساحتها 1٬113 كيلومتر مربع.

## الموقع
تشترك في الحدود مع:
- مقاطعة جيفرسون
- مقاطعة سوين.

## التقسيمات الإدارية
- سيفيرفيل.

## أعلام
- ويليام ستون
- كاس ووكر
- دوللي بارتون
- بيني سيمز